# Michail Michailowitsch Gerassimow

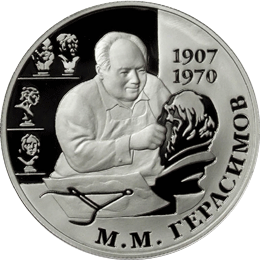
Michail Gerassimow auf einer russischen Gedenkmünze (2007)

Michail Michailowitsch Gerassimow (englisch Mikhail Mikhaylovich Gerasimov; russisch Михаи́л Миха́йлович Гера́симов; * 15. September 1907 in Sankt Petersburg; † 21. Juli 1970 in Moskau) war ein sowjetischer Archäologe, Anthropologe und Bildhauer.
Im Jahr 1928 entdeckte er den paläolithischen Fundplatz von Malta (Oblast Irkutsk) in Russland. Unter seiner Leitung wurde dort eine jungpaläolithische Siedlung ergraben.
Er entwickelte als erster die Technik, auf der Grundlage von Erkenntnissen aus der Anthropologie, Archäologie, Paläontologie und Forensik eine forensische Gesichtsrekonstruktion zu gestalten. Er studierte die Schädel und rekonstruierte akribisch die Gesichter von mehr als 200 Menschen, darunter Rudaki (Abu Abdullah Djafar; 858 bis ca. 941), Jaroslaw der Weise († 1054), Nestor von Kiew (1050–1113), Timur (Timur ibn Taraghai Barlas; 1336–1405), Schāh Ruch (1377–1447), Iwan IV. („der Schreckliche“; 1530–1584), Fjodor I. (Russland) (1557–1598) und Friedrich Schiller (1759–1805).

## Gesichtsrekonstruktionen (Auswahl)

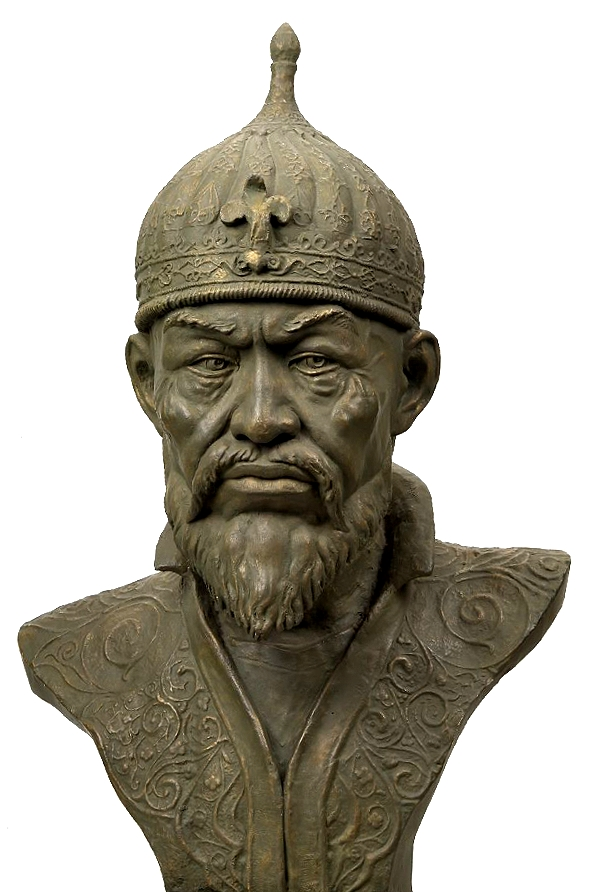
Timur, 1941
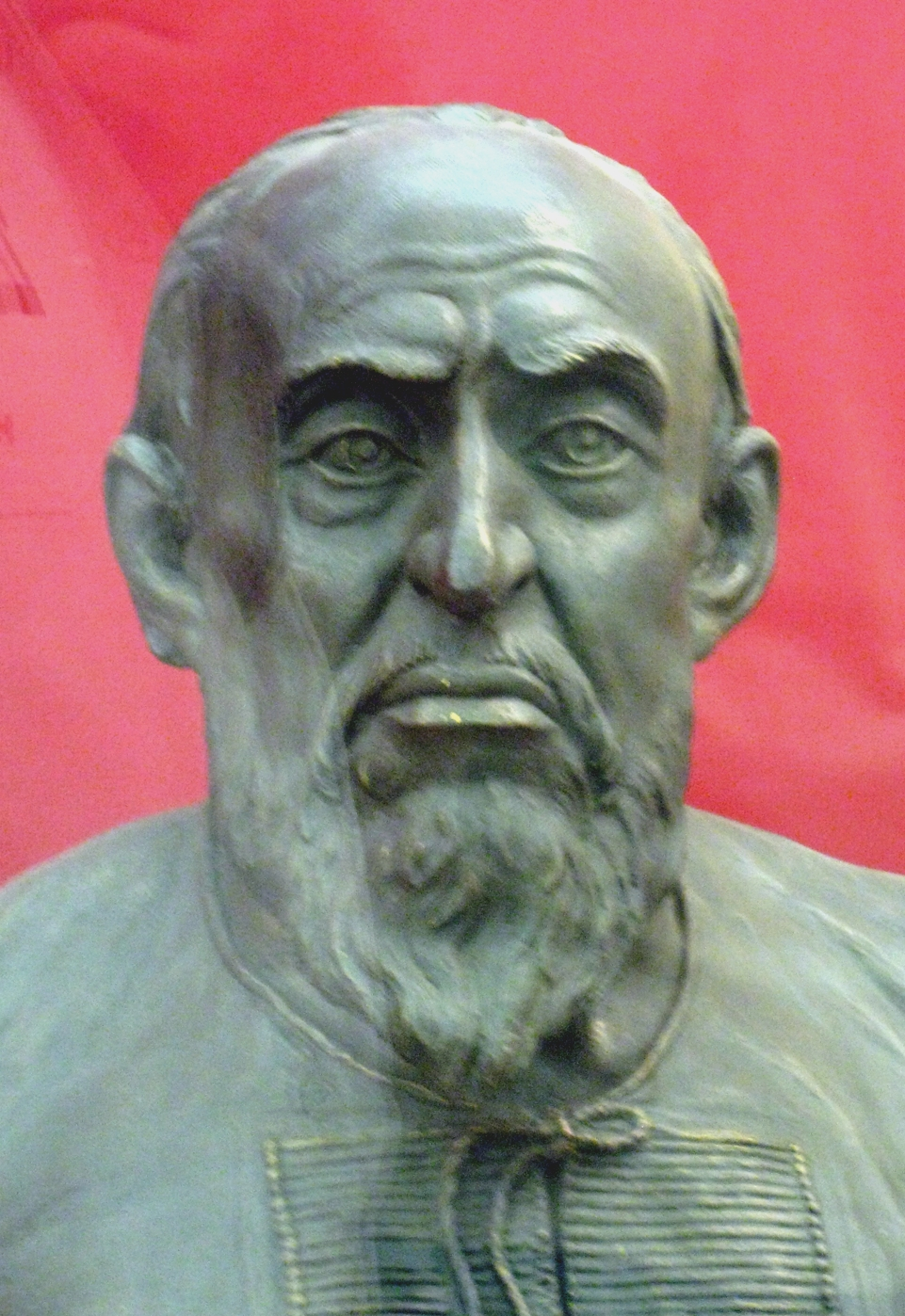
Iwan IV., der Schreckliche, 1965

## Schriften (Auswahl)
- The Paleolithic site of Malta. Excavations of 1956–1958. In Henry N. Michael (Hrsg.): The Archaeology and Geomorphology of Northern Asia. Selected Works (= Anthropology of the North. 5, ISSN 0066-4715). University of Toronto Press, Toronto 1964, S. 3–32, (aus russischen Quellen).
- mit Helga Menzel-Tettenborn (Vorwort und dt. Bearbeitung): Ich suchte Gesichter. Schädel erhalten ihr Antlitz zurück. Wissenschaft auf neuen Wegen. Bertelsmann, Gütersloh 1968.